# François Hanriot
François Hanriot (Nanterre, 3 settembre 1761 – Parigi, 28 luglio 1794) è stato un rivoluzionario e generale francese.
Fu un leader giacobino francese e oratore di strada della rivoluzione. Giocò un ruolo fondamentale nell'Insurrezione antigirondina del 2 giugno 1793 e nella espulsione dei Girondini dalla Convenzione nazionale.

## Biografia

### Primi anni
François Hanriot nacque da genitori poveri di Nanterre, un sobborgo occidentale di Parigi. I suoi genitori erano servitori di una famiglia borghese parigina che molto probabilmente contribuì a influenzare il suo sostegno alla Rivoluzione più avanti nella vita. Non avendo una professione specifica, Hanriot ha svolto una varietà di lavori diversi: il suo primo impiego fu presso un procuratore, svolgendo principalmente attività di segreteria; successivamente, ottenne un lavoro da impiegato a Parigi, svolgendo mansioni fiscali.
Fu licenziato dopo aver lasciato la sua stazione la notte del 12 luglio 1789, quando i parigini arrabbiati tentarono di bruciare l'edificio. Dopo la sua serie di sfortunate professioni, Hanriot rimase disoccupato e successivamente molto povero. Le notizia circa i successivi lavori che ha svolto sono poche e confuse. Molte persone dell'epoca lo collegano a una varietà di professioni tra cui negoziante, venditore ambulante e anche soldato negli Stati Uniti, prestando servizio sotto il marchese di La Fayette. È principalmente ricordato per essere stato un importante oratore per una sezione locale di Sanculotti.

### Primi ruoli nella Rivoluzione
Nel gennaio 1792, si trasferì in Rue de la Clef, un quartiere parigino abitato da monarchici e Sanculotti, e divenne presto famoso per la sua posizione anti-aristocratica. Era fortemente a favore dell'imposizione di tasse sull'aristocrazia, presentandole "con un conto in una mano e una pistola nell'altra". Con questo atteggiamento ottenne un fedele seguito di Sanculotti locali che, più tardi in quell'anno, lo avrebbero accolto come capo sezione nei Massacri di settembre 1792. Il suo coinvolgimento nei Massacri di settembre 1792 gli assicurò il posto di soldato nella Guardia Nazionale di Parigi, passando gradualmente al grado di capitano.

### La caduta dei Girondini
La primavera del 1793 fu un periodo di grande tensione politica a Parigi quando le voci radicali nella Comune ed i Montagnardi nella Convenzione divennero più apertamente ostili alla fazione girondina dominante. La decisione delle autorità di arrestare Jean-Paul Marat nel mese di aprile 1793 portò alla conclusione la situazione e ha precipitato la caduta dei girondini in cui Hanriot ha avuto un ruolo importante. Il 30 maggio 1793 il Comune nominò Hanriot alla posizione di "comandante generale" della Guardia nazionale parigina e gli ordinò di far marciare le sue truppe il giorno successivo verso il Palais National. Lo scopo di questa mossa era costringere la Convenzione a sciogliere il Comitato dei Dodici e portare all'arresto di 22 girondini selezionati.
Le truppe di Hanriot circondarono la Convenzione con il cannone mentre era in sessione ed una folla di soldati Sanculotti entrò nell'edificio e interruppe le sessioni. Il presidente della Convenzione, Herault de Sechelles, uscì per chiedere ad Hanriot di ritirare le sue truppe, ricevendo un secco rifiuto. Sotto tale pressione, la Convenzione votò l'arresto di 22 deputati girondini, estromettendoli completamente dal potere. L'11 giugno Hanriot rassegnò le dimissioni, ora che l'ordine era stato ripristinato. Il 13 giugno venne posto sotto accusa dalla Convenzione, ma la mozione non fu mai portata a termine. Il 1º luglio fu eletto Comandante permanente delle Forze armate di Parigi.

### Fine della rivoluzione
Durante la primavera del 1794 si verificarono crescenti tensioni tra Robespierre e i Comitati da un lato, e la Comune di Parigi e i Sanculotti dall'altro. Ciò culminò con l'arresto di Hebert, Momoro e dei loro associati il 13 marzo. Il 27 marzo l'esercito rivoluzionario sanculotto fu sciolto e le sue unità di artiglieria furono messe sotto il controllo di Hanriot. Sebbene sostenesse ampiamente le idee radicali di Hebert e dei suoi collaboratori, Hanriot rimase alla fine fedele a Robespierre.
Il 27 luglio del 1794 un gruppo di membri della Convenzione organizzò il rovesciamento di Robespierre e dei suoi alleati in quello che passò alla storia come Colpo di Stato del 9 termidoro. Robespierre è stato coperto di urla ed insulti per la prima volta quando ha cercato di parlare alla Convenzione, e poi i deputati votarono per il suo arresto e quello di altri suoi fedeli, tra cui Hanriot. I deputati furono tenuti in arresto, ma poiché Hanriot non era un deputato rimase libero. Quando la Comune di Parigi venne a conoscenza degli arresti, iniziò a mobilitare le forze per liberare Robespierre ed i suoi alleati e per prendere il controllo della Convenzione. Hanriot ordinò alle carceri di Parigi di rifiutare l'ammissione a tutti i prigionieri inviati loro dalla Convenzione e prese in carico i preparativi militari per prendere la Convenzione.
Hanriot portò quindi un'unità di poliziotti a cavallo al Palazzo delle Tuileries per cercare di trovare Robespierre e gli altri prigionieri, con l'intenzione di liberarli. Li trovò nelle stanze del Comitato di Sicurezza Generale. Tuttavia, invece di liberarli, Hanriot fu arrestato lui stesso. Robespierre e gli altri prigionieri furono portati via in varie prigioni ed alla fine si liberarono perché nessuno li avrebbe ammessi. Hanriot fu tenuto alle Tuileries, ma quando il Comune venne a sapere del suo arresto, mandarono Coffinhal con i soldati a liberarlo quella sera stessa, il che si rivelò facile.
All'una del mattino del 28 luglio, Robespierre, Hanriot e gli altri prigionieri liberati si erano radunati all'Hotel de Ville, sede del municipio, che ora era il loro quartier generale. La Convenzione rispose dichiarando che i fuorilegge dovevano essere presi vivi o morti e ordinando alle proprie truppe sotto Barras di sopprimerli. Nel giro di un'ora, le forze della Comune abbandonarono silenziosamente l'Hôtel de Ville e, verso le due del mattino, arrivarono le truppe della Convenzione sotto il comando di Barras. Robespierre e un certo numero di altri furono arrestati mentre Hanriot cadde da una finestra laterale e fu ritrovato più tardi nel corso della giornata, privo di sensi, in un cortile vicino. Fu portato sulla ghigliottina nello stesso carro di Robespierre e di suo fratello e fu giustiziato poco dopo Robespierre il 28 luglio 1794.